# Bellibos dageti
Bellibos dageti är en kräftdjursart som först beskrevs av Chardy 1975.  Bellibos dageti ingår i släktet Bellibos och familjen Eurycopidae. Inga underarter finns listade i Catalogue of Life.